# Akeem Stewart
Akeem Stewart (ur. 4 lipca 1992) – trynidadzko-tobagijski lekkoatleta, kulomiot.

## Osiągnięcia
| Rok  | Impreza                                  | Miejsce  | Lokata     | Wynik |
| ---- | ---------------------------------------- | -------- | ---------- | ----- |
| 2013 | Mistrzostwa Ameryki Środkowej i Karaibów | Morelia  | 4. miejsce | 17,12 |
| 2014 | Młodzieżowe mistrzostwa NACAC            | Kamloops | 3. miejsce | 17,76 |

Dwukrotny medalista CARIFTA Games (2011): srebro w rzucie dyskiem oraz brąz w pchnięciu kulą.
Wielokrotny mistrz kraju.

## Rekordy życiowe
- Pchnięcie kulą – 20,99 (2022) rekord Trynidadu i Tobago